# Sérgio Guedes
Sérgio Guedes, właśc. Ivanilton Sérgio Guedes (ur. 7 listopada 1962 w Rio Claro) – brazylijski piłkarz i trener. Podczas kariery występował na pozycji bramkarza.

## Kariera klubowa
Karierę piłkarską Sérgio Guedes zaczął w klubie Araçutaba w 1983 roku. W latach 1984–1989 występował w AA Ponte Preta. W latach 1989–1983 występował w Santosie FC. W 1993 roku występował w Goiás EC i Cruzeiro EC. Z Cruzeiro zdobył Puchar Brazylii 1993. W 1994 roku świętował z SC Internacional mistrzostwo stanu Rio Grande do Sul – Campeonato Gaúcho. W następnych latach występował w wielu klubach m.in. Botafogo Ribeirão Preto, Lousano Paulista, Santosie FC, Coritibie. Karierę zakończył w 2002 w Sãocarlense.

## Kariera reprezentacyjna
W reprezentacji Brazylii Sérgio Guedes zadebiutował 17 października 1990 w meczu z reprezentacją Chile. W następnym roku uczestniczył w Copa América 1991, na których Brazylia zajęła drugie miejsce. Podczas tych mistrzostw był rezerwowym i nie wystąpił w żadnym spotkaniu. Ostatni raz w reprezentacji zagrał 15 kwietnia 1992 w wygranym 3-1 towarzyskim meczu z reprezentacją Finlandii.

## Kariera trenerska
Po zakończeniu kariery piłkarskiej Sérgio Guedes został trenerem. Od 2006 roku prowadził m.in. Ponte Preta, EC Santo André, EC Bahia, AD São Caetano czy Portuguesę. Od sierpnia 2011 jest trenerem drugoligowej Americany.